# 먀오커리
먀오커리(중국어 간체자: 苗可丽, 정체자: 苗可麗, 병음: Miáo Kělì, 한자음: 묘가려, 본명: 우강화 / 우자치(吳岡樺 / 吳嘉琪), 1971년 1월 13일 ~ )는 타이완의 배우, 텔레비전 진행자, 가수이다. 2013년 금종상 드라마 프로그램 여우주연상 수상자이다.